# Rei Matsumoto
Rei Matsumoto (født 25. februar 1988) er en japansk fodboldspiller, som spiller for den japanske fodboldklub Oita Trinita.